# 加藤勝貞
加藤勝貞（かとう かつさだ、生没年不詳）は、又兵衛新田を開拓した人物。

## 人物
愛知郡笠寺村大字笠寺に生まれる。別名に三穂介。先祖の又兵衛は豊臣秀吉に仕え、小牧・長久手の戦い以来、加藤家の始祖として、当地に住んだ人物であった。勝貞は正徳6年（1716年）に新田開発を始め、又兵衛新田として完成をみた。続いて寛延3年（1750年）には、又兵衛新々田を開いている。またこのほか、遠江国二俣に至る道路も築いている。